# Peter Blake (kunstenaar)
Peter Blake (Dartford (Kent), 25 juni 1932) is een Engels kunstenaar. Hij maakt schilderijen, collages en grafiek en wordt beschouwd als een van de belangrijkste vertegenwoordigers van de popart in Engeland. Zijn bekendste werk is het hoesontwerp voor de elpee Sgt. Pepper's Lonely Hearts Club Band van The Beatles.

## Leven en werk
Peter Blake studeerde van 1946 tot 1951 aan de school voor kunst en techniek in Gravesend en van 1951 tot 1956 aan het Royal College of Art in Londen. Een van zijn docenten daar was de Britse voorloper van de popart Ruskin Spear, en Blake realiseerde zich dat hij dingen uit zijn dagelijkse omgeving als onderwerp kon nemen, die hij goed kende en waar hij van hield, zoals worstelaars, plakplaatjes en populaire muzikanten. Van 1964 tot 1976 was hij aan dit opleidingsinstituut verbonden als docent. Een van zijn leerlingen was Ian Dury, die later het lied "Peter the Painter" aan hem opdroeg.

### Pop-artiest
Peter Blake ontwikkelde in de late jaren vijftig een eigen stijl die grote verwantschap vertoonde met de popart. Geïnspireerd door onder anderen Jasper Johns en Robert Rauschenberg nam hij verwijzingen naar elementen uit de populaire cultuur, zoals schietschijven en getallen maar ook afbeeldingen van sterren als Marilyn Monroe en Elvis Presley, in zijn werk op. Ook circusartiesten, stripfiguren, plakplaatjes en plakkaatletters verwerkte hij in zijn schilderkunstige collages. In 1960 had hij zijn eerste solotentoonstelling. Zijn schilderstijl was plat (zonder ruimtelijke illusie) en plakatief. Al voordat Andy Warhol Brillo-dozen tentoonstelde, schilderde Blake een schilderij met een Captain Webb-lucifersdoosje.
Door deel te nemen aan de Young Contemporaries-tentoonstelling in 1961, waar zijn werk naast dat van David Hockney en R.B. Kitaj hing, werd Blake al vroeg in de jaren 60 herkend als een van de interessantste kunstenaars in de opkomende Britse popartbeweging. In 1962 verwierf hij bredere bekendheid als popartkunstenaar door op te treden in de documentaire Pop Goes the Easel, die door de BBC-televisie werd uitgezonden.

### Sgt. Pepper's
Blakes loopbaan heeft meerdere hoogtepunten gekend en hij maakte een aantal opvallende hoesontwerpen voor muziekalbums. Het beroemdste werk van Peter Blake is ongetwijfeld zijn hoesontwerp voor het Beatles-album Sgt. Pepper's Lonely Hearts Club Band uit 1967. Hoewel hij er slechts 200 Britse ponden voor heeft ontvangen achtervolgt dit werk hem nog steeds, omdat hij er door vrijwel iedere interviewer naar gevraagd wordt. Verder maakte hij onder andere de cover-art voor de cd met opnames van de Live Aid-concerten.

### Landschapschilder
In 1975, toen hij in Wellow woonde, was Blake medeoprichter van de kunstenaarsvereniging Brotherhood of Ruralists (Bond van Plattelandsschilders), een genootschap van kunstenaars die zich door het landelijke leven lieten inspireren en realistische landschapsschilderijen maakten.

### Tate Gallery
Blake werd opgenomen als lid van de Koninklijke Academie in 1981. In 1983 had hij een grote overzichtstentoonstelling van zijn werk in de Tate Gallery in Londen. In 2003 werd hij in de adelstand verheven voor zijn verdiensten voor de kunst en sindsdien mag hij als sir benoemd worden.

### Laat werk
In 1997, toen hij 65 werd, besloot Blake te stoppen met werken in de zin dat hij zich niet meer druk zou maken om zijn status en positie binnen de kunstwereld. Hij besloot bewust dat de periode van zijn late werk was aangebroken. Dat wil niet zeggen dat hij minder productief is; in 2008 zal er bijvoorbeeld een serie affiches van zijn hand verschijnen voor de stad Liverpool, die voor dat jaar tot culturele hoofdstad is uitverkoren. Daarnaast maakt hij nog steeds cover-art voor toonaangevende bands.

## Schilderstijl
De werken van Peter Blake behoren tot de popart.

## Tentoonstellingen (selectie)
- Peter Blake a retrospective van 29 juni t/m 23 september 2007 in Tate Liverpool in Liverpool.[1]